# Santa Monica Pier

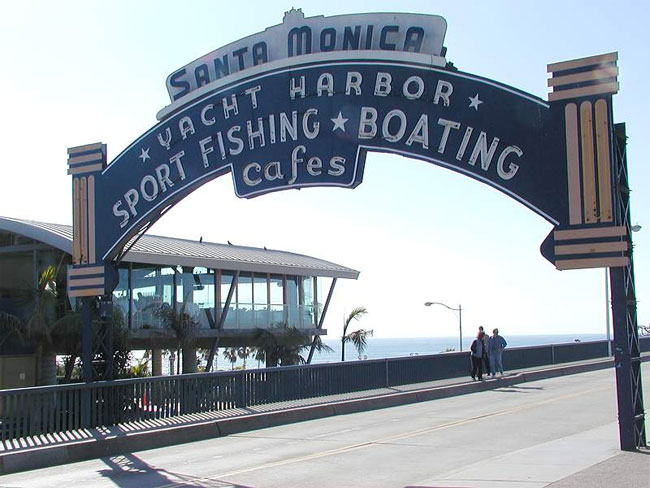
Santa Monica Pier, toegangspoort

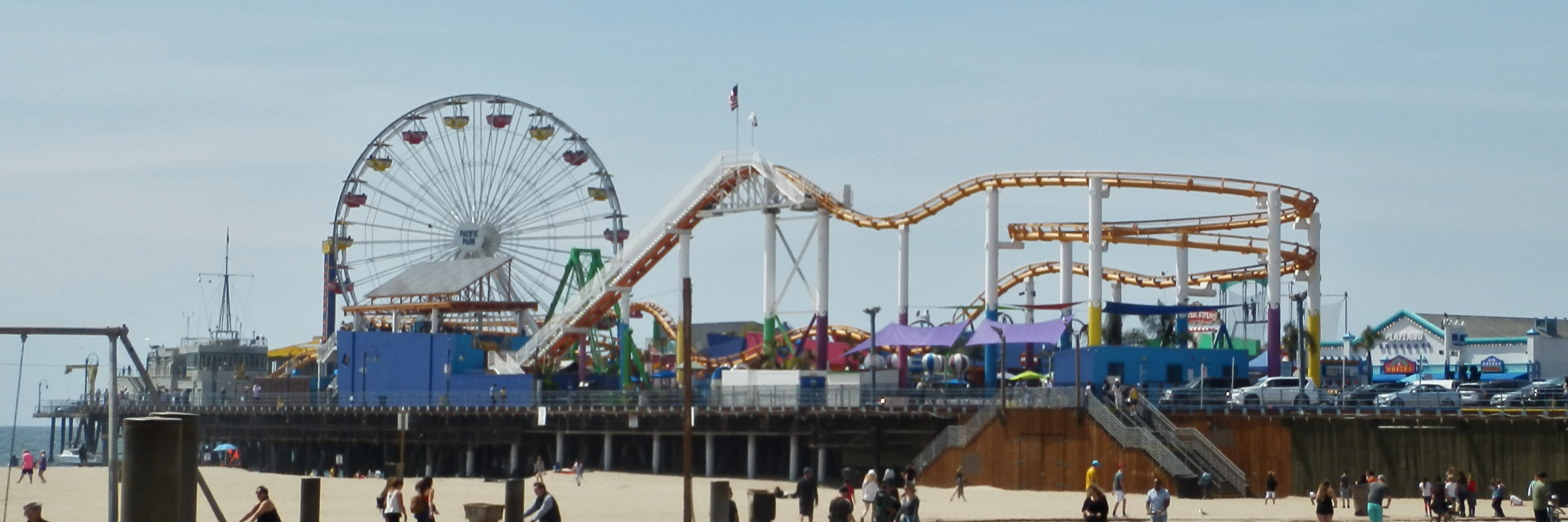
Santa Monica Pier, Pacific Park (2018)

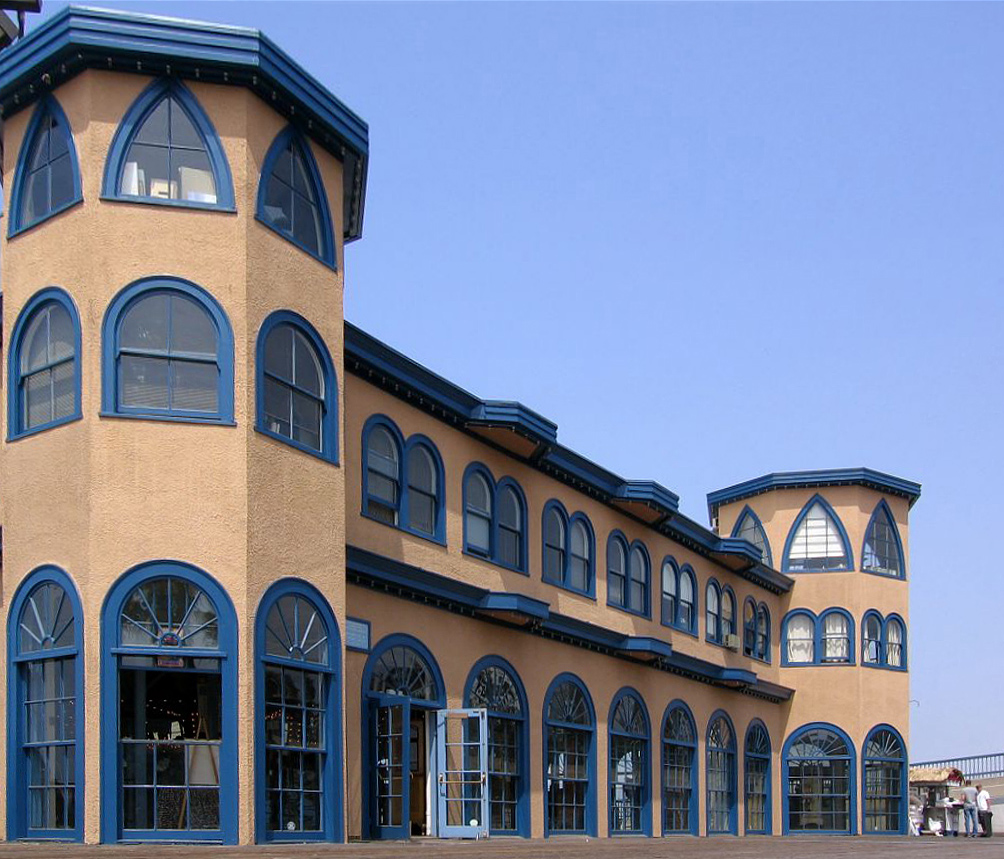
Santa Monica Pier, Looff Hippodrome (2005)

De Santa Monica Pier is een pier in de Stille Oceaan aan het einde van de Colorado Avenue in de Amerikaanse stad Santa Monica (Californië). Het bouwwerk en het erop gevestigde pretpark Pacific Park zijn belangrijke toeristische attracties.

## Geschiedenis
De huidige Santa Monica Pier bestaat uit twee samengevoegde pieren, die lange tijd toebehoorden aan verschillende eigenaren. De oudste daarvan is de lange en smalle Municipal Pier, die werd geopend op 9 september 1909 en werd aangelegd door de stad Santa Monica ten behoeve van de afvoer van rioolbuizen. De andere pier is de korte en brede Pleasure Pier, oorspronkelijk ook bekend als de Newcomb Pier. Deze werd in 1916 aangelegd door Charles I.D. Looff en zijn zoon Arthur Looff, die er een attractiepark op bouwden. Aanvankelijk werd deze pier ook wel de Looff Pier genoemd. In opdracht van de stad werden in 1938 de Municipal Pier en de Newcomb Pier met elkaar verbonden door een brug en werd een toegangspoort geplaatst. De Newcomb Pier werd in 1953 door de stad aangekocht.
In de jaren zestig werden verschillende plannen gelanceerd die tot de sloop van het complex zouden hebben geleid. Een daarvan was het idee om op de plaats van de pier een kunstmatig eiland aan te leggen, waarop een hotel met 1500 kamers zou moeten worden gebouwd. Het stadsbestuur ging met dit plan akkoord. Dit leidde tot protesten van inwoners van Santa Monica, die zich verenigden in een actiegroep, Save the Santa Monica Bay. Onder druk hiervan zag de stad zich in 1973 genoodzaakt de sloopvergunning in te trekken.

## Pacific Park
Een voornaam onderdeel van de Santa Monica Pier is Pacific Park, een pretpark waarvan onder meer een achtbaan, het Santa Monica Pier Aquarium, La Monica Ballroom, verschillende restaurants en speelhallen deel uitmaken. Ook The Carousel behoort hiertoe, een in 1922 gebouwde draaimolen met 44 handgemaakte houten paarden, muzikaal begeleid door een draaiorgel. Tot 1939 was deze attractie gehuisvest in de Looff Hippodrome. Dit gebouw werd in 1987 tot National Historic Landmark verklaard.
Oorspronkelijk was ook een groot reuzenrad onderdeel van Pacific Park. Dit werd echter in 2008 op eBay geveild. Het werd verkocht aan een investeerder uit Oklahoma City, die het object daar liet herplaatsen.

## Film en televisie
De Santa Monica Pier figureerde in een groot aantal speelfilms, waaronder Quicksand (1950), They Shoot Horses, Don't They? (1969), The Sting (1973) en Forrest Gump (1994). Ook was hij te zien in afleveringen van verschillende televisieseries, zoals in 1989 in Baywatch en in 1995 in Star Trek: Voyager.

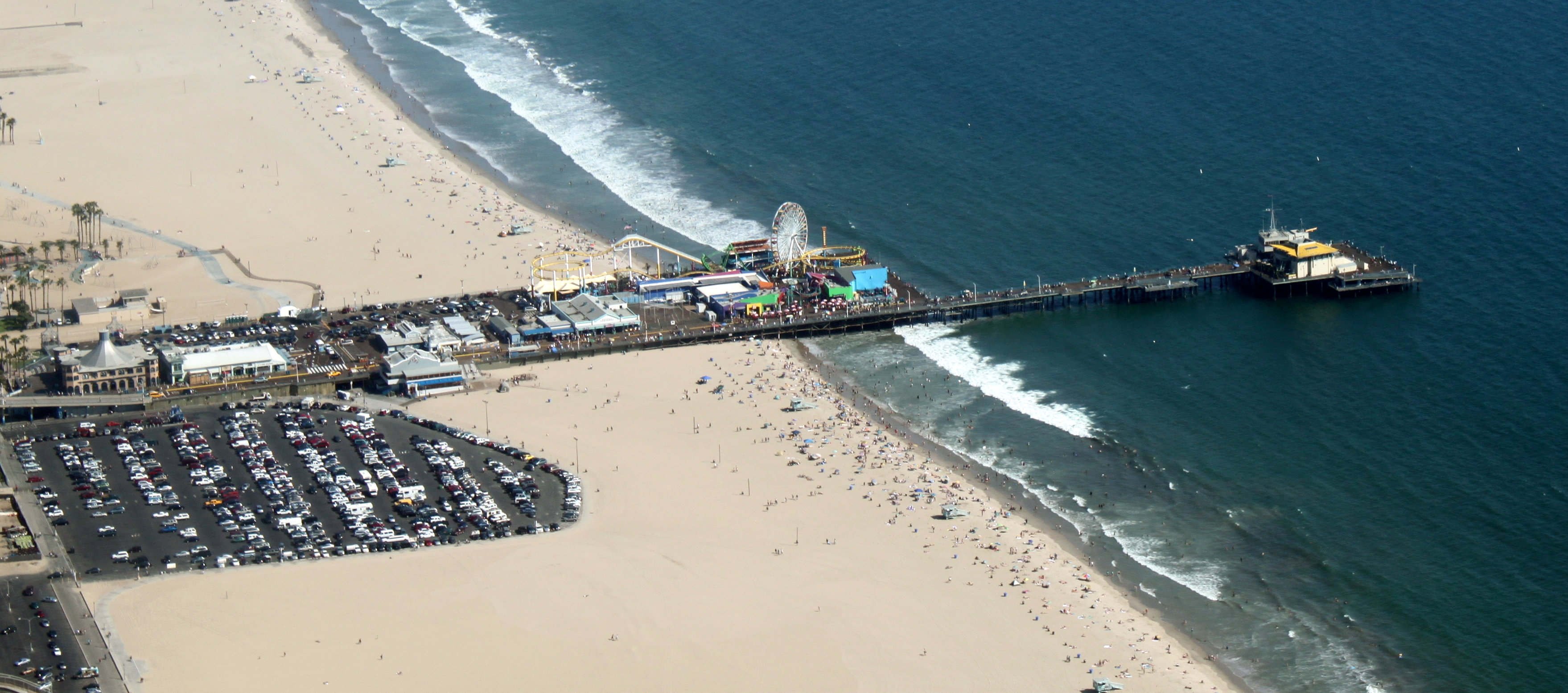
Santa Monica Pier (2009)